# باداشیان
بادآشیان، روستایی است از توابع بخش مرکزی شهرستان ششتمد استان خراسان رضوی ایران.
روستای بادآشیان (گویش محلی باشو) نگین سبز کویر سبزوار، از روستاهای قدیمی سبزوار است و یادگارهای به‌جامانده آن از ادوار مختلف تاریخی همچون مسجد جامع روستا و بقعه چهل بی بی یا چهل دختر در آن، گواه این امر می‌باشد. این روستا، در 35 کیلومتری سبزوار قرار گرفته و از اطراف، به ارتفاعات باشو و کوهستان دربند محدود می‌شود.
معنای لغوی بادآشیان، خانه باد یا مکانی که در آن باد زیاد می‌وزد. بعلت موقعیت جغرافیایی روستا و وجود منطقه کوهستانی از یک طرف و دشت سبزوار از سوی دیگر، باد دائمی در آن می‌وزد.
بادآشیان، از معروف‌ترین منطقه ییلاقی استان خراسان به شمار می‌رود که در میان انبوهی از باغ‌های سرسبز و باوجود قناتهای گذرا از میان روستا، همیشه سرسبز و با طراوت است. این سکونتگاه قدیمی و تماشایی به‌عنوان یکی از روستاهای دیدنی سبزوار و اماکن گردشگری معروف استان، همواره موردتوجه گردشگران قرار می‌گیرد.
این روستا، چون آب‌وهوای معتدل کوهستانی دارد، در فصول بهار و تابستان بسیار مطبوع و دلپذیر است. با اینکه زمستان‌های روستا، سرد و طولانی می‌باشد؛ اما رفتن به زیر برف لطیف و بلورین و خوردن چای داغ در کنار شعله‌های رقصنده آتش، لذتی وصف‌ناپذیر دارد که تجربه آن خالی از لطف نیست.
در مراتع و محله‌های بادآشیان انواع گل‌ و گیاه دارویی و خوراکی نظیر گل بنفشه وحشی، گل محمدی، آلاله وحشی، گل زنبق، گل نسترن صورتی، استوخودوس، گل ختمی، گلپر، دم‌اسبی، انغوزه، پرسیاوشان، گون، قرق یزد، آویشن و شکرتیغال می‌رویند که سرسبزی روستا را دوچندان کرده‌اند.
روستای بادآشیان، ۲ بافت جدید و قدیم با کوچه‌های قابل‌دسترس دارد که به‌صورت متمرکز در کنار هم قرار گرفته‌اند. خانه‌های بافت قدیم، خشت و گلی و خانه‌های بافت جدید هم نوساز و ویلایی با مصالح لاشه‌سنگ، آجر، گچ، سیمان، آهن و سقف شیروانی هستند. این خانه‌ها به نسل جدید روستا و مردم شهر سبزوار، تعلق دارند که در بهار و تابستان، به ییلاق آمده و از آب‌وهوای خنک آن، لذت می‌برند.
شغل اهالی روستا؛ زراعت، باغداری، دامداری می‌باشد که عمده محصولات باغی آن‌ها شامل انگور، بادام و سیب، محصولات زراعی گندم و جو، محصولات دامداری گوشت قرمز و انواع فرآورده‌های لبنی می‌شود که محصولات کشاورزی‌شان به‌صورت آبی، از قنات و چاه کشت می‌گردند.
مردم این روستا، پوشش مخصوصی ندارند و مردان آن اغلب کلاه، کت، شلوار، جلیقه، پیراهن و کفش می‌پوشند و زنان نیز از روسری، چادر، پیراهن‌های گشاد و بلند، مانتو، شلوار و سایر پوشش‌های زنانه استفاده می‌کنند.
انواع خشکبار و میوه‌های درختی از مهم‌ترین سوغات محسوب می‌شوند. همچنین غذاهای رایج روستا شامل اشکنه، انواع آش‌ها، شیرینی‌های محلی است.
جاذبه های گردشگری و طبیعی روستای بادآشیان؛ نگین سبز کویر سبزوار از انواع جاذبه‌های ورزشی و طبیعی کوهنوردی، صخره‌نوردی، برف‌نوردی، پایش پرندگان و... برخوردار است که برخی از آن‌ها عبارت‌اند از: کوه های باشو ، برفخانه، بقعه متبرکه چهل بی بی، چشمه ته کال، حمام و قنات بالا، باغات میمه و  بادام و... .
اگرچه شهرستان سبزوار به عنوان یکی از شهرهای کویری ایران شناخته می‌شود؛ اما مناطق ییلاقی متعددی را نیز در خود جای داده که با جاذبه‌های طبیعی و زیبای خود، محبوبیت زیادی در بین مسافران و گردشگران پیدا کرده است. ازجمله مناطق ییلاقی پرطرفدار سبزوار می‌توان به دره‌های سرسبز ،باغ‌خیرات، استاج، ششتمد، افچنگ، طبس، و... اشاره کرد که اغلب آن‌ها، بخش بزرگی از آبادی‌های رشته‌کوه‌های البرز شرقی را در برگرفته‌اند.

## جمعیت
این روستا در دهستان بیهق قرار داشته و بر اساس سرشماری سال 1395 جمعیت آن 162 نفر (82 خانوار)
بوده است.